# 下村一夫
下村 一夫（しもむら かずお、1921年1月1日 - 2003年3月10日）は日本映画の照明技師、日本映画テレビ照明協会会長。本名は下村 一雄（しもむら かずお）。神奈川県横浜市出身。埼玉県川口市中青木在住。

## 経歴
1938年に松竹大船撮影所に入社。1941年に兵役し、1946年に大映東京撮影所に再入社。

## 代表作
- 1958年 - 『暖簾』
- 1960年 - 『がんばれ! 盤嶽』
- 1965年 - 『海の若大将』
- 1967年 - 『なつかしき笛や太鼓』
- 1969年 - 『コント55号 宇宙大冒険』
- 1974年 - 『華麗なる一族』
- 1979年 - 『あゝ野麦峠』
- 1982年(USA) - 『The Challenge』
- 1983年 - 『だいじょうぶマイ・フレンド』
- 1985年 - 『ビルマの竪琴』
- 1985年(USA) - 『Mishima: A Life in Four Chapters』
- 1986年 - 『鹿鳴館』
- 1987年 - 『竹取物語』
- 1988年 - 『つる -鶴-』
- 1991年 - 『天河伝説殺人事件』
- 1994年 - 『四十七人の刺客』
- 1996年 - 『八つ墓村』
- 2000年 - 『どら平太』
- 2001年 - 『かあちゃん』

## 受賞歴
- 1993年　-　勲四等瑞宝章[1]